# Walter Nash
Walter Nash (Kidderminster (Engeland), 12 februari 1882 – Wellington (Nieuw-Zeeland), 4 juni 1968) was een Nieuw-Zeelands politicus. Hij was de 27e premier van Nieuw-Zeeland.

## Levensloop

### Jeugd
Nash werd in een arm gezin geboren. Zijn vader was alcoholist. Samen met zijn vrouw Lottie May – met wie hij in 1906 trouwde – opende hij een winkel. Op dat moment verkeerde Engeland in een recessie en de zaken gingen niet heel goed. Nash besloot daarom om in 1908 om naar Nieuw-Zeeland te emigreren. In Nieuw-Zeeland vond Nash werkt als secretaris bij een kledingfabrikant. Voordat hij zijn eigen kledingbedrijf begon werkte hij nog als verkoper.

### Socialist
Van huis uit wist Nash zich sterk verbonden met het christelijk geloof. Hij voelde zich echter ook geïnspireerd door het socialisme en zag zichzelf als christensocialist. Zijn politieke opvattingen werden mede gevormd door de vriendschap met invloedrijke socialisten als Michael Joseph Savage, Bob Semple en Harry Holland. Naast socialist was Nash tevens pacifist.
In 1910 raakte Nash betrokken bij de nieuw gevormde Labour-partij. In de eerste jaren was hij zo druk met zijn eigen bedrijf dat hij weinig voor de partij kon betekenen. In 1918 hielp hij wel bij de vorming van een lokale afdeling in New Plymouth. In 1920 reisde Nash samen met zijn vrouw naar Europa en woonde daar verschillende socialistische congressen bij. Bij terugkomst in Nieuw-Zeeland in januari 1921 kreeg hij een boete voor de invoer van ophitsende literatuur. Ondanks dit feit was Nash een van de meer gematigde leden binnen Labour. In 1922 werd hij gekozen als algemeen secretaris van Labour. In die functie zette hij met succes in op een snelle ledengroei.
Nash was tweemaal zonder succes kandidaat voor het parlement, voordat hij in 1929 gekozen werd. In het parlement groeide hij uit tot Labours belangrijkste financiële woordvoerder. Toen de partij onder leiding van Michael Joseph Savage de verkiezingen van 1935 won werd Nash de nieuwe minister van Financiën.

### Minister van Financiën
Op het moment dat Nash minister van Financiën werd stond lands economie er niet florissant voor. Nash voerde een verbeterpakket door, waaronder de nationalisatie van de Reserve Bank of New Zealand. In 1936 reisde hij naar Engeland om een handelsverdrag te sluiten. Hij bezocht ook Berlijn en Moskou. Hij verzette zich tegen de emigratie van joodse immigranten uit Nazi-Duitsland richting Nieuw-Zeeland, omdat er "antisemitisme zich nooit ver onder de oppervlakte begon, en zeer wel naar boven kon komen in het geval de leden van dit zeer getalenteerde ras ons verslaan bij ons eigen spel, namelijk het spel van geld creëren".
Vanwege zijn pragmatische beleid werd Nash vanuit zijn eigen achterban bekritiseerd.Hij had echter de steun van de partijleiding waardoor hij door kon gaan. Hij hielp premier Savage om een aanzienlijk pakket maatregelen door te voeren op het terrein van sociale voorzieningen. Zo kregen mensen vanaf zestien jaar recht op een werkloosheidsuitkering, werd de toegang tot de zorg beter geregeld en ontvingen ouderen vanaf hun vijfenzestigste voortaan een pensioen.
De Labour-partij maakte moeilijke jaren doordat nadat in 1938 bij Savage kanker werd geconstateerd. Hij overleed in maart 1940 en werd vervangen door Peter Fraser. Nieuw-Zeeland had intussen de zijde van Groot-Brittannië gekozen tegen Nazi-Duitsland. Nash zelf was schoorvoetend teruggekomen op zijn eigen pacifistische idealen. Nash werd in 1942 benoemd tot ambassadeur naar de Verenigde Staten. Omdat hij tegelijkertijd minister van Financiën was verbleef hij helft van de tijd in zijn thuisland. In 1945 trad Nieuw-Zeeland mede op aandrang van Nash toe tot de Internationaal Monetair Fonds.
Na de oorlog kwam de economie maar niet goed op gang. Dat werd Labour noodlottig tijdens de verkiezingen van 1949, waarbij ze werd verslagen door de National Party van Sidney Holland.

### Oppositieleider
Voormalig premier Fraser overleed in 1950. Nash stelde zich als enige kandidaat voor het partijleiderschap en werd dus ook gekozen. De eerste politieke test voor Nash een jaar later verliep niet goed: het zogeheten waterfront dispute. Dit draaide om havenwerkers die tijdens de oorlog – maar ook daarna – lange uren maakten en in hun ogen daarvoor te weinig compensatie kregen. Zij besloten te staken, maar de regering zette het leger en marine in als stakingbrekers. In het conflict weigerde Nash een kant te kiezen, wat hem vervolgens door beide kampen werd kwalijk genomen. De verkiezingen van 1951 werden daarom gewonnen door Holland.
Nash was een goede organisator, maar stond niet per se bekend als een inspirerende leider. In 1953 probeerden verschillende parlementariërs van zijn eigen partij om hem te vervangen. In 1954 wilde een meerderheid van de lokale partijafdelingen een nieuwe leider, maar door zware druk van de vakbonden – die nog aan zijn kant stonden – bleef hij in het zadel. Arnold Nordmeyer daagde hem wel uit, maar Nash won de interne partijverkiezing. De populariteit van de zittende regering nam de in de periode daarna af, waardoor Labour terug kon komen. De verkiezingen van 1957 werden nipt gewonnen, waarop Nash aantrad als premier.

### Premier
De economie draaide niet goed. Nashes regering belangrijkste prioriteit was het creëren van een begrotingsbalans. Minister van Financiën Arnold Nordmeyer introduceerde het Black Budget. Dit was een belastingverhoging op bier, tabaksproducten, auto's en benzine. Dit waren zeer zichtbare maatregelen wat de populariteit van de regering niet ten goede kwam. Wat niet meehielp was dat Nash vaak op reis was en de verdediging van het regeringsbeleid overliet aan Nordmeyer en andere ministers.
Een crisis rondom het het nationale rugbyteam pakte nog negatiever uit voor Nash. Het team maakte een rondreis door Zuid-Afrika. Die trip was omstreden vanwege het apartheidsbewind in Zuid-Afrika. Toen bleek dat er geen Maorispelers in het Nieuw-Zeelandse team waren opgenomen werd er een handtekeningenactie gehouden die door meer dan tien procent van de bevolking werd getekend. Nash greep niet in, want hij stelde dat dit een kwestie was voor de rugbybond. Deze stellingname kostte Labour veel steun. Dit leidde tot een verkiezingsnederlaag in 1960, waarna Nash aftrad als premier.

### Laatste jaren
In eerste instantie weigerde Nash op te stappen als partijleider. Hij had het niet zo op Nordmeyer als zijn vervanger. De dood van zijn vrouw in 1961 eiste zijn tol. De dood van twee beoogde opvolgers, Jerry Skinner en Fred Hackett, leidde er toe dat Nash in 1963 uiteindelijk instemde met Nordmeyer als zijn opvolger. Nash bleef tot zijn dood in 1968 in het parlement. Hij werd nog actief in de protestbeweging tegen de Vietnamoorlog en veroordeelde de bombardementen op Noord-Vietnam door de Verenigde Staten. Zijn achterkleinzoon Stuart Nash werd in 2008 namens Labour gekozen in het parlement.